# Escriboni Afrodisi
Escriboni Afrodisi (en llatí Scribonius Aphrodisius) va ser un escriptor romà mencionat per Suetoni. D'origen esclau i deixeble d'Orbili Pupil, Escribònia, la segona dona de Gai Juli Cèsar Octavià, el va comprar i li va donar la manumissió. Era també astròleg, i l'any 42 va predir a Livia, quan va haver donat a llum el seu fill, el futur emperador Tiberi, que "arribaria un dia que seria rei, però sense els atributs de la reialesa".